# Młynek (Starachowice)
Pour les articles homonymes, voir Młynek.
Młynek est une localité polonaise de la gmina de Brody, située dans le powiat de Starachowice en voïvodie de Sainte-Croix.